# Rhadinorhynchus decapteri
Rhadinorhynchus decapteri är en hakmaskart som beskrevs av Parukhin och A.E. Kovalenko 1976. Rhadinorhynchus decapteri ingår i släktet Rhadinorhynchus och familjen Rhadinorhynchidae. Inga underarter finns listade i Catalogue of Life.